# D.J. Strawberry
Darryl Eugene « D.J. » Strawberry Jr., né le 15 juin 1985 à New York, aux États-Unis, est un joueur américain naturalisé camerounais de basket-ball. Il évolue au poste d'arrière.

## Biographie
Strawberry est le fils de la star du baseball Darryl Strawberry.
Le 1er juillet 2015, il signe en Grèce, à l'Olympiakós.
Fin juillet 2018, Strawberry rejoint le club espagnol de CB Gran Canaria.
Le 6 juin 2020, le CB Murcie annonce avoir signé D.J. Strawberry pour la saison 2020-2021.
Il joue deux matches avec l'Élan béarnais Pau-Lacq-Orthez, en première division française avant de rejoindre Orléans, autre club de première division, le 5 décembre 2021. Son contrat court jusqu'à la fin de la saison 2021-2022.
Le 18 janvier 2022,  il résilie son contrat à l'amiable avec le club d'Orléans Loiret Basket.

## Palmarès
- Champion de Turquie 2015
- Champion de Croatie 2013
- Vainqueur de la coupe de Croatie 2013